# 马修·厄普森
马修·詹姆士·厄普森（英語：Matthew James Upson，1979年4月18日—），出生於英格蘭的薩福克郡克迪斯美阿，是一名已退役的英格蘭足球運動員，司職中堅，曾效力英超球會阿仙奴、西汉姆联和李斯特城等等。

## 職業生涯

### 盧頓
厄普森在1994年加入卢顿，並成為學徒，在1996年4月成為職業球員， 及後在8月對罗瑟汉姆比賽中第一次上陣。

### 阿仙奴
厄遜在1997年5月以200萬英鎊加盟阿仙奴，但是面對長期正選的後衛、史提夫·保特及馬田·基昂及個人傷患問題，甚少有正選的機會。在1999年經歷一年的前十字韌帶傷患。厄遜在阿仙奴只有一場上陣，後來在2000年被外借至诺丁汉森林，及在2001年再被外借水晶宮。
在2001-02年英超聯賽季，是他在阿仙奴的最後一季。厄遜共上陣22次，其中14次是在聯賽中上陣，但在2002年2月的腳部傷患令他缺席往後比賽。阿仙奴是該季英格蘭足總盃及英超聯。厄遜因而得到一塊冠軍獎牌。在9月復原後，被外借至雷丁三個月，當時阿仙奴以及為中堅夥伴令他一直苦無上陣機會，最終在2003年1月被售往伯明翰城。共為阿仙奴上陣56次，沒有取得入球。

### 伯明翰城
伯明翰城在2003年1月以100萬英鎊完成收購厄遜及附加上陣條款，阿仙奴在最終獲得300萬英鎊。
在2006年4月同城德比對阿士東維拉賽前練習時腳部傷患及缺席整季賽事。隨着伯明翰城降級英冠，厄遜被傳出轉會至熱刺、紐卡素和雷丁，也有傳出將以700萬鎊轉會至車路士，但因傷患問題令未有成事。隨後在12月復出並在對上陣，以3-0擊敗對手，厄遜射入三球之中的第二球。

### 韋斯咸
在2007年1月18日，韋斯咸提出以400萬鎊收購厄遜，但被伯明翰城拒絕，隨後在23日提出以600萬鎊的價格再被拒絕。最後在轉會市場完結前，伯明翰城同意以600萬鎊附加150萬鎊的上陣次數條款讓厄遜轉會。厄遜簽下一張四年半的合約。但是，厄遜再因小腿傷患，在對阿斯顿维拉比賽中不足30分鐘便退下火線，韋斯咸最終以0-1落敗。在3月5日，主場對熱刺的比賽的最後11分鐘上陣，最終以3-4落敗。
在新賽季，厄遜在2007年8月11日第一次能踢完全場比賽，主場以2-0擊敗曼城，在一星期後的比賽，首次以隊長身份掛帥，作客擊敗前屬球會伯明翰城。12月29日主場對衛冕冠軍曼聯，厄遜頂入致勝球鎖定2-1勝局兼取得加盟後首球。
2008年8月韋斯咸將厄遜穿著前屬名宿波比·摩亞的「6」號球衣退役，他自此改穿「15」號球衣。2009/10年球季於盧卡斯·尼爾離隊後厄遜獲委任成為隊長，球隊幾經辛苦才在剩餘兩輪聯賽確保英超席位。但經歷財困後韋斯咸元氣未復，於翌季球季結束後降班英冠，而厄遜亦於合約屆滿後離隊。

### 史篤城
2011年8月9日於英超開鑼前四天，厄遜以自由身加盟史篤城，簽約兩年。
2013年1月31日，英冠球會白禮頓從英超史篤城借入33歲的厄遜至球秊結朿。
2013年6月6日，將於6月底約滿的厄遜接獲通知不會有新合約提供，可自由轉會。

### 白禮頓
2013年7月10日，於上一個球季下半部份以借將身份效力的厄遜，以自由身正式加盟英冠球會白禮頓，合約為期一年。

### 李斯特城
2014年5月23日，早前拒絕白禮頓之新合約的厄遜，以自由身加盟將升上英超比賽的李斯特城，合約為期一年。可是，在上半季，厄遜一直飽受傷患困擾，到2015年1月才正式投入操練。在2015年2月10日，厄遜首次替李斯特城上陣，對他曾經效力過的球會阿仙奴，厄遜上陣至六十分鐘才被入替，最終李斯特城以二比一勝出。在球季完結後，厄遜以自由身離開球會。

### 米爾頓凱恩斯
2015年7月30日，厄遜正式加盟英冠球隊米爾頓凱恩斯，合約為期一年。厄遜全季只披甲六場，最終不獲續約。厄遜在球季完結後，宣佈退役。

## 國際賽生涯
厄遜曾代表英格蘭U2111次上陣，射入兩個入球。他在伯明翰城的出色表現令他進入英格蘭一隊及在2003年5月在對南非首度上陣。在法比奥·卡佩罗執教前，最後一次上陣是在2004年11月擊敗西班牙比賽。
厄遜在卡比路上任後，以在聯賽出色表現，贏得卡比路信任，於2008年1月31日入選於2月6日的對瑞士友誼賽陣容，並在該場比賽正選上陣，是為第八次代表上陣。

## 榮譽
阿仙奴
- 英格蘭超級足球聯賽冠軍: 2001–02

## 外部連結
足球数据库：马修·厄普森的球员统计数据